# Villefranche-sur-Saône
Villefranche-sur-Saône es una ciudad y comuna francesa situada en el departamento de Ródano, de la región de Auvernia-Ródano-Alpes.
Sus habitantes reciben en francés el nombre de Caladoises y Caladois.

## Geografía
Villefranche-sur-Saône es la aglomeración principal de Beaujolais, por lo que a veces es llamada Villefranche-en-Beaujolais. La villa está situada a 25 km del norte de Lyon y al oeste del río Saona.

## Historia
Villefranche-sur-Saône fue fundada en 1212 por Guichard IV, conde de Beaujeu, y se convirtió en el siglo XIV en la capital de la provincia de Beaujolais. La villa estaba rodeada de murallas. Fue el escenario de tres asedios en los siglos XV y XVI. Las murallas de la ciudad fueron derribadas a comienzos del siglo XIX.

## Transporte
La autopista A6 es adyacente al este de la ciudad, por el lado del Saona.

## Economía
Villefranche-sur-Saône es la sede de la Cámara de comercio y de industria de Villefranche y de Beaujolais. Entre sus industrias está la vitivinícola, la metalúrgica, la industria textil y la química.

## Administración
| Período                       | Identidad            | Partido | Autoridad |
| ----------------------------- | -------------------- | ------- | --------- |
| marzo de 1977 - marzo de 1989 | André Poutissou      | PS      |           |
| marzo de 1989 - marzo de 2008 | Jean-Jacques Pignard | UDF     |           |
| marzo de 2008 - julio de 2017 | Bernard Perrut       | UMP/LR  |           |
| julio de 2017 -               | Thomas Ravier        | LR      |           |

## Demografía
| 4 706 | 4 374 | 5 095 | 5 250 | 6 460 | 7 533 | 6 848 | 7 064 | 7 769 | 11 686 | 11 650 | 12 469 | 12 170 | 12 485 | 13 074 | 12 518 | 12 928 | 13 627 | 14 793 | 16 031 | 16 388 | 16 588 | 17 339 | 18 188 | 18 871 | 20 017 | 21 703 | 24 516 | 26 338 | 30 341 | 28 881 | 29 542 | 30 647 | 33 840 | 36 531 | 36 857 |
| Para los censos de 1962 a 1999 la población legal corresponde a la población sin duplicidades (Fuente: INSEE [Consultar]) |       |       |       |       |       |       |       |       |        |        |        |        |        |        |        |        |        |        |        |        |        |        |        |        |        |        |        |        |        |        |        |        |        |        |        |

## Monumentos
- Nicho de Pelicano
- Escultura gótica ubicada frente a la alcaldía
- Iglesia de Nuestra Señora de Marismeña (Notre-Dame des Marais) con fachada del siglo XVI y campanario romano del siglo XIII
- Existe en Villefranche un museo de la conscripción
- El museo Paul Dini de pintura

## Personajes célebres
- Théodore Chabert (16 de mayo de 1758 - 15 de noviembre de 1830), general francés de la Revolución y del Imperio.
- Frédéric Bessy (9 de enero de 1972 -), ciclista profesional.
- Benjamin Biolay (20 de enero de 1973 -), músico.
- Maurice Baquet (26 de mayo de 1911 - 8 de julio de 2005), humorista y violonchelista.
- Raymond Depardon (6 de julio de 1942), editor, periodista, fotógrafo y guionista.
- Pierre Montet (27 de junio de 1885 - 18 de junio de 1966), egiptólogo.
- Coralie Clément (1 de enero de 1982 -), cantante
- Grégory Bettiol (30 de marzo de 1986 -), futbolista

## Hermanamientos
- Buhl (Alemania)
- Călăraşi (Moldavia)
- Cantú (Italia)
- Kandi (Benín)
- Schkeuditz (Alemania)
- Vilafranca del Penedés (España)